# Grundsjön (Dorotea socken, Lappland)
Grundsjön är en sjö i Dorotea kommun och Strömsunds kommun i Lappland och ingår i Ångermanälvens huvudavrinningsområde. Sjön har en area på 0,237 kvadratkilometer och ligger 443,7 meter över havet. Sjön avvattnas av vattendraget Lillån.

## Delavrinningsområde
Grundsjön ingår i det delavrinningsområde (716512-147850) som SMHI kallar för Utloppet av Grundsjön. Medelhöjden är 487 meter över havet och ytan är 2,9 kvadratkilometer. Räknas de 19 avrinningsområdena uppströms in blir den ackumulerade arean 91,19 kvadratkilometer. Lillån som avvattnar avrinningsområdet har biflödesordning 3, vilket innebär att vattnet flödar genom totalt 3 vattendrag innan det når havet efter 260 kilometer. Avrinningsområdet består mestadels av skog (82 procent). Avrinningsområdet har 0,26 kvadratkilometer vattenytor vilket ger det en sjöprocent på 9 procent.